# Palladius (pisarz)
Palladius, Rutilius Taurus Aemilianus Palladius – rzymski pisarz z IV wieku. Autor zachowanego poematu składającego się z 14 ksiąg o gospodarstwie wiejskim De re rustica. 
W roku 1926 znaleziono fragmenty De veterinaria medicina. 
Palladius korzystał z twórczości wcześniejszych pisarzy greckich i rzymskich. Jego dzieła były cenione. Zwięzłość i wskazówki praktyczne przyczyniły się do popularności dzieła.